# Abraham Klein (physicien)
Abraham Klein (10 janvier 1927 - 20 janvier 2003) est un physicien théoricien américain. 

## Biographie
Klein étudie au Brooklyn College (baccalauréat en 1947) et à l'Université Harvard, où il obtient sa maîtrise en 1948 et son doctorat en 1950 sous la direction de Julian Schwinger. En 1955, il devient professeur associé à l'Université de Pennsylvanie, où il obtient un poste de professeur titulaire en 1958 et prend sa retraite en 1994.
Klein étudie des modèles de comportement collectif dans des systèmes finis à plusieurs corps, en particulier en physique nucléaire, par exemple dans le modèle de Boson et dans une extension de la Méthode de Hartree–Fock avec Robert Kerman (méthode Kerman-Klein),,. Dans les années 1980, il s'occupe, entre autres, du modèle du boson en interaction ,,, et dans les années 1970 de la théorie quantique des champs dans les champs forts (avec Johann Rafelski (en)).
En 1964, Klein publie un article sur la rupture spontanée de symétrie avec son élève Benjamin W. Lee et contribue à l'apparition du mécanisme de Higgs.
Il est boursier Sloan et boursier Guggenheim, docteur honoris causa de l'Université Goethe de Francfort et chercheur principal Alexander von Humboldt[pas clair]. Klein est membre de la Société américaine de physique.